# Apamea macronephra
Apamea macronephra är en fjärilsart som beskrevs av Emilio Berio 1959. Apamea macronephra ingår i släktet Apamea och familjen nattflyn. Inga underarter finns listade i Catalogue of Life.